# رادنی استوک
رادنی استوک (به انگلیسی: Rodney Stoke) یک روستا و محله مدنی در بریتانیا است که در مندیپ واقع شده‌است. رادنی استوک ۱٬۳۲۶ نفر جمعیت دارد.